# Okane Ga Nai
Okane ga Nai (お金がないっ) (també conegut com “Sense diners”) és un manga yaoi creat per Hitoyo Shinozaki i il·lustrat per Tohru Kousaka. A més del manga, també hi està el drama CD d'Okane ga nai i existeixen 4 OVAs.